# Coxequesoma panamaensis
Coxequesoma panamaensis es una especie de arácnido del orden Mesostigmata de la familia Uropodidae.

## Distribución geográfica
Se encuentra en Panamá.